# Nogomet na OI 1900.
Nogomet na Olimpijskim igrama u Parizu 1900. godine se po prvi puta pojavio u službenom programu Igara. Odigrane su svega dvije utakmice na kojima su nastupili klubovi iz tri države. Međunarodni olimpijski odbor, da bi izjednačio status tih Igara s kasnijim, ipak službeno priznaje medalje državama iz kojih su bile te momčadi.

## Osvajači medalja - muški
| Zlato | Srebro | Bronca |
| --- | --- | --- |
| Upton Park F.C., Velika Britanija J.E. Barridge Claude Buckenham Alfred Chalk William Gosling A. Haslam J.H. Jones J. Nicholas William Quash F.G. Spackman Arthur Turner James Zealley | Club Française, Francuska Pierre Allemane Louis Bach Alfred Bloch Fernand Canelle Duparc Eugène Fraysse Virgile Gaillard Georges Garnier R. Grandjean Lucien Huteau Marcel Lambert Maurice Macaine Gaston Peltier | Université de Bruxelles, Belgija Albert Delbecque Hendrik van Heuckelum Raul Kelecom Marcel Leboutte Lucien Londot Ernest Moreau de Melen Eugène Neefs Gustave Pelgrims Alphonse Renier Emile Spannoghe Eric Thornton |